# Leichtathletik-Europameisterschaften 2022/Zehnkampf der Männer

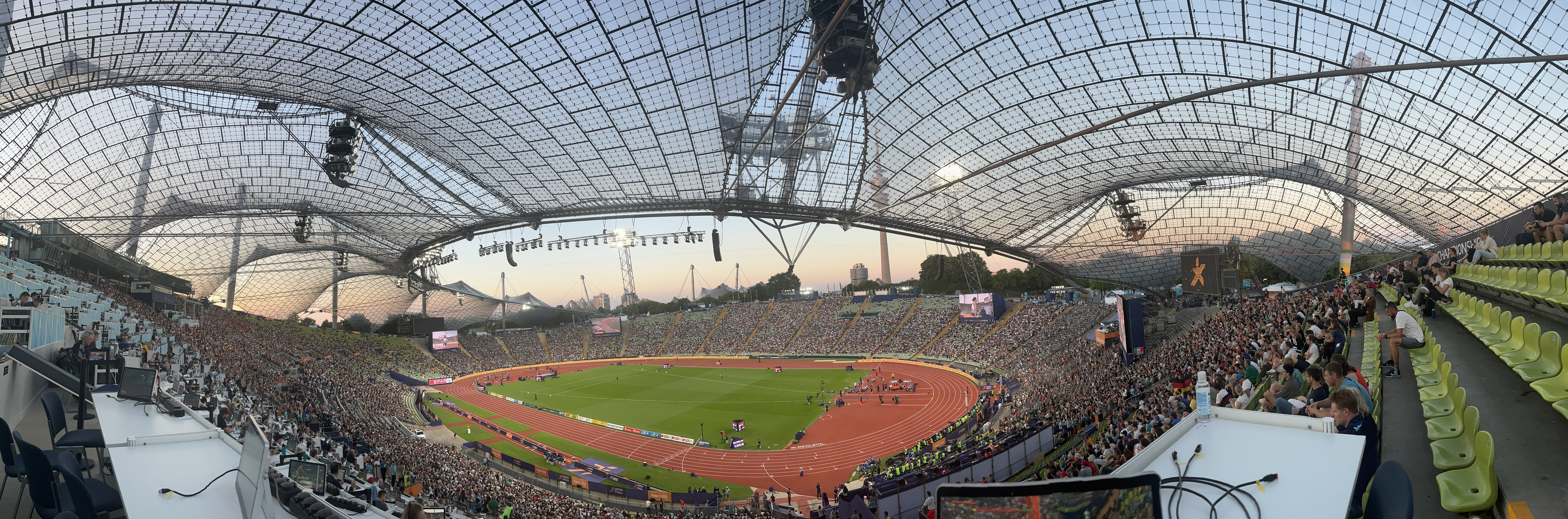
Das Olympiastadion in München während der Europameisterschaften 2022

Der Zehnkampf der Männer bei den Leichtathletik-Europameisterschaften 2022 wurde am 15. und 16. August 2022 im Olympiastadion der deutschen Stadt München ausgetragen.
Europameister wurde der deutsche Weltmeister von 2019 Niklas Kaul. Er gewann vor dem Schweizer Simon Ehammer, der bei den Weltmeisterschaften im letzten Monat Bronze im Weitsprung gewonnen hatte. Die Zehnkampfbronzemedaille hier in München ging an den Esten Janek Õiglane.

## Rekorde

### Bestehende Rekorde
| Weltrekord           | 9126 P | Kevin Mayer    | Talence, Frankreich          | 15./16. September 2018 |
| Europarekord         | 9126 P | Kevin Mayer    | Talence, Frankreich          | 15./16. September 2018 |
| Meisterschaftsrekord | 8811 P | Daley Thompson | EM Stuttgart, BR Deutschland | 27./28. August 1986    |

### Rekordverbesserung
Der bereits seit 1986 bestehende EM-Rekord wurde auch bei diesen Europameisterschaften nicht erreicht. Die höchste Punktzahl erbrachte der deutsche Europameister Niklas Kaul mit 8545 P, womit er 266 P unter dem Rekord blieb. Zum Welt- und Europarekord fehlten ihm 581 P.

## Durchführung
Der Zehnkampf wurde nach denselben Regeln wie heute durchgeführt. Die zehn Disziplinen fanden auf zwei Tage verteilt statt, hier der Zeitplan:
Alle Zeitangaben beziehen sich auf die Ortszeit in München.
| Tag 1: 15. August | Tag 1: 15. August | Tag 2: 16. August | Tag 2: 16. August                     |
| ----------------- | ----------------- | ----------------- | ------------------------------------- |
| 100 m             | 10:05 Uhr         | 110 m Hürden      | 09:05 Uhr                             |
| Weitsprung        | 10:50 Uhr         | Diskuswurf        | 09:50 Uhr Gruppe A 10:55 Uhr Gruppe B |
| Kugelstoßen       | 12:40 Uhr         | Stabhochsprung    | 11:33 Uhr Gruppe A 12:30 Uhr Gruppe B |
| Hochsprung        | 18:30 Uhr         | Speerwurf         | 18:30 Uhr Gruppe A 19:30 Uhr Gruppe B |
| 400 m             | 21:15 Uhr         | 1500 m            | 21:35 Uhr                             |

Gewertet wurde nach der auch heute gültigen Punktetabelle von 1985.

## Legende
Kurze Übersicht zur Bedeutung der Symbolik – so üblicherweise auch in sonstigen Veröffentlichungen verwendet:
| NR  | Nationaler Rekord                        |
| e   | egalisiert                               |
| DNF | Wettkampf nicht beendet (did not finish) |
| DNS | nicht am Start (did not start)           |
| NM  | keine Höhe bzw. keine Weite (no mark)    |

## Ergebnis

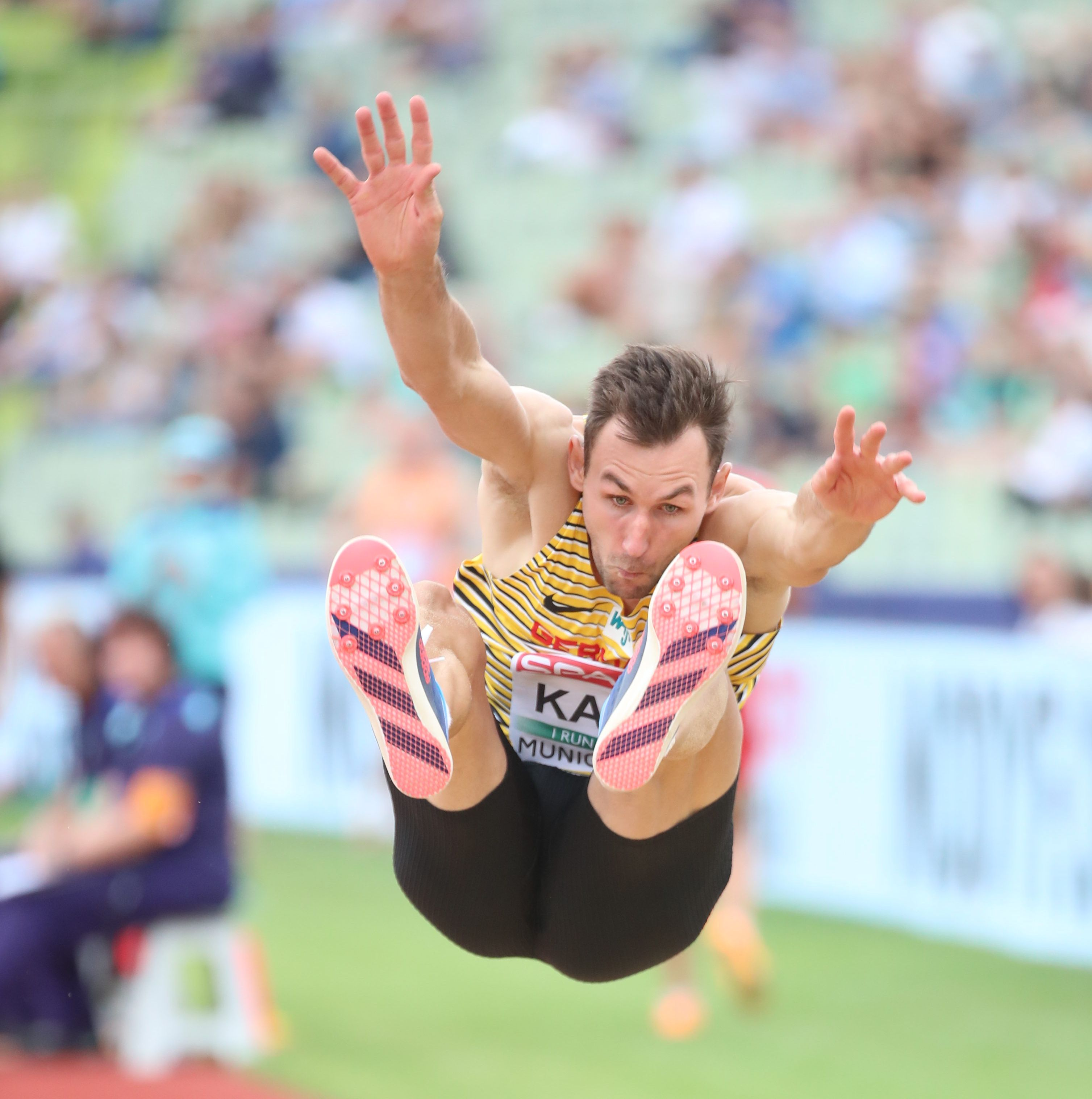
Nach einer beeindruckenden Aufholjagd wurde Niklas Kaul Europameister

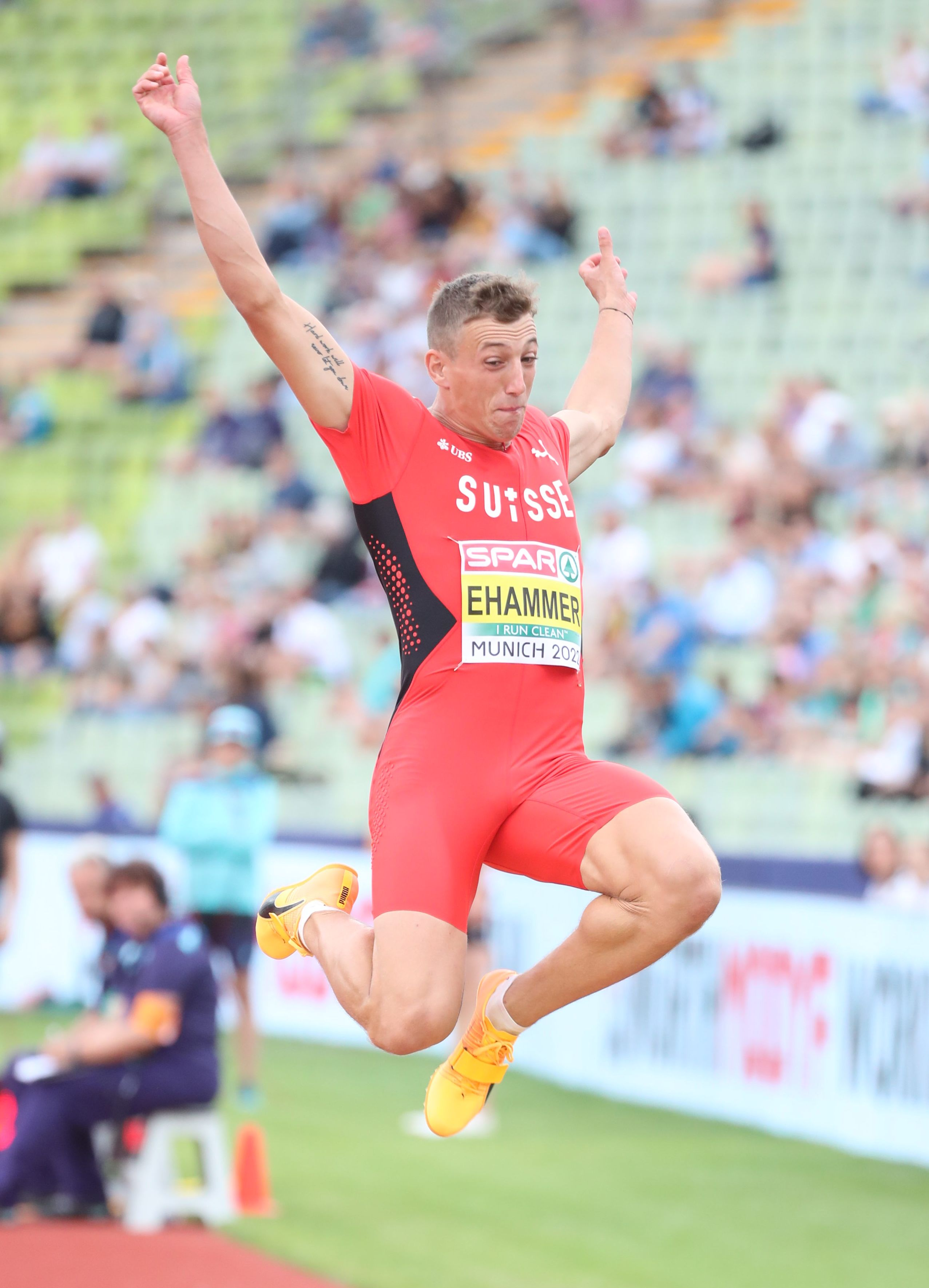
Silbermedaillengewinner Simon Ehammer hatte noch nach der vorletzten Disziplin die Führing inne

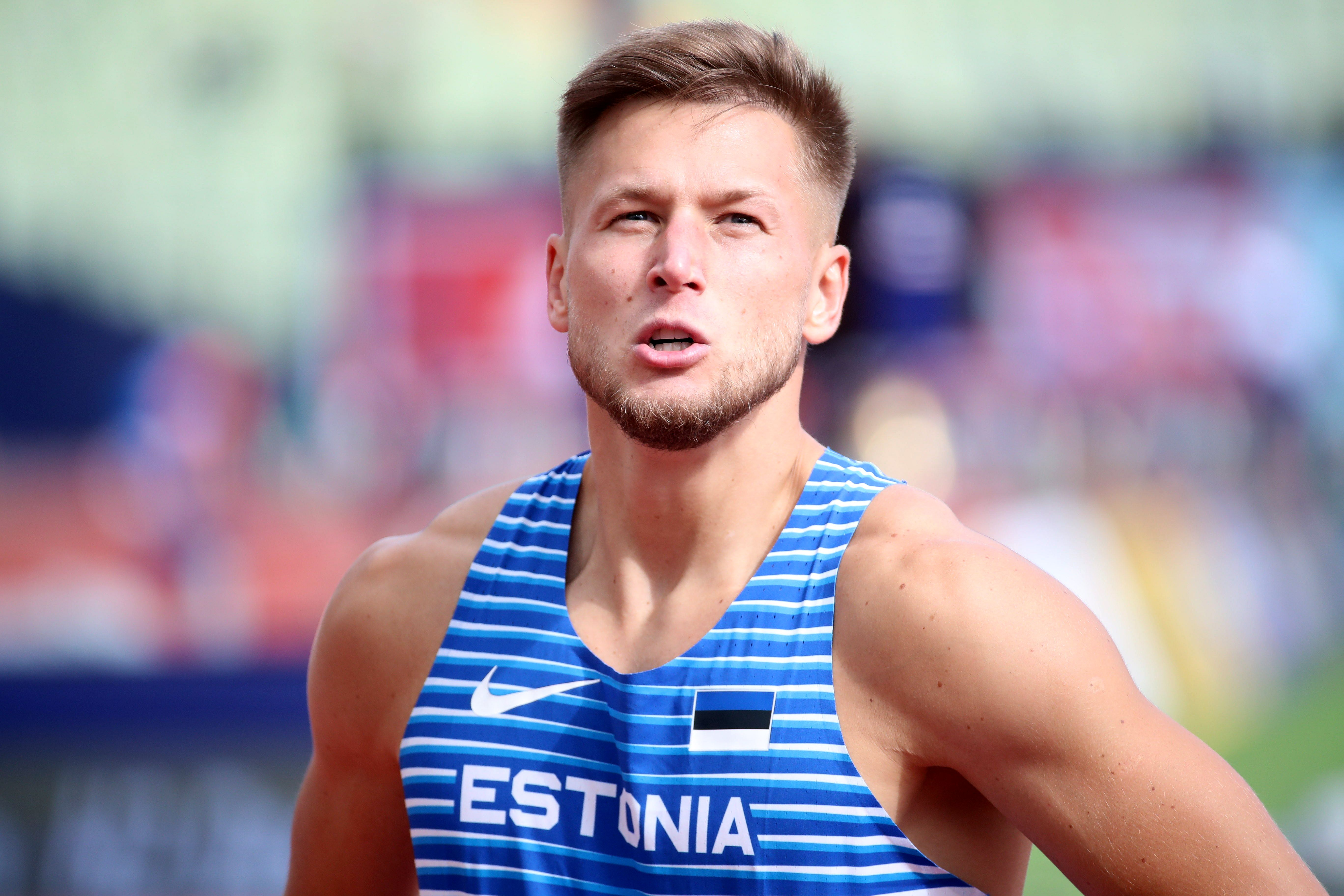
Bronzemedaillengewinner Janek Õiglane

15./16. August 2022
| Platz | Name                    | Nation      | Punkte  |  | 100 m         | Weit- sprung  | Kugel- stoßen | Hoch- sprung | 400 m         |  | Stand n. Tag 1 (P) |  | 110 m Hürden   | Diskus- wurf  | Stabhoch- sprung | Speer- wurf   | 1500 m            |
| 1     | Niklas Kaul             | Deutschland | 8545    |  | 11,16 s 825 P | 7,10 m 838 P  | 14,90 m 784 P | 2,02 m 822 P | 47,87 s 915 P |  | 4184               |  | 14,45 s 917 P  | 41,80 m 701 P | 4,90 m 880 P     | 76,05 m 982 P | 4:10,04 min 881 P |
| 2     | Simon Ehammer           | Schweiz     | 8468 NR |  | 10,56 s 961 P | 8,31 m 1141 P | 14,24 m 723 P | 2,08 m 878 P | 47,40 s 938 P |  | 4661               |  | 13,75 s 1007 P | 34,92 m 562 P | 5,20 m 972 P     | 53,46 m 640 P | 4:48,72 min 626 P |
| 3     | Janek Õiglane           | Estland     | 8346    |  | 11,01 s 858 P | 7,27 m 878 P  | 14,82 m 779 P | 2,02 m 822 P | 48,80 s 871 P |  | 4208               |  | 14,39 s 525 P  | 41,97 m 705 P | 5,10 m 941 P     | 70,94 m 904 P | 4:42,78 min 663 P |
| 4     | Marcus Nilsson          | Schweden    | 8327    |  | 11,39 s 776 P | 7,00 m 814 P  | 15,69 m 832 P | 1,99 m 794 P | 49,77 s 825 P |  | 4041               |  | 14,88 s 864 P  | 46,06 m 789 P | 5,20 m 972 P     | 66,69 m 839 P | 4:18,51 min 822 P |
| 5     | Maicel Uibo             | Estland     | 8234    |  | 11,30 s 795 P | 7,23 m 869 P  | 14,55 m 762 P | 2,08 m 878 P | 50,21 s 805 P |  | 4109               |  | 14,79 s 875 P  | 46,59 m 800 P | 5,30 m 1004 P    | 62,74 m 779 P | 4:42,18 min 667 P |
| 6     | Dario Dester            | Italien     | 8218 NR |  | 10,81 s 903 P | 7,46 m 925 P  | 14,56 m 763 P | 2,02 m 822 P | 47,90 s 914 P |  | 4327               |  | 14,44 s 918 P  | 43,04 m 727 P | 4,90 m 880 P     | 57,24 m 696 P | 4:41,63 min 670 P |
| 7     | Sander Skotheim         | Norwegen    | 8211    |  | 10,98 s 865 P | 7,56 m 950 P  | 13,65 m 707 P | 2,11 m 906 P | 48,27 s 896 P |  | 4324               |  | 15,64 s 774 P  | 44,13 m 749 P | 5,00 m 910 P     | 56,48 m 685 P | 4:26,38 min 769 P |
| 8     | Kai Kazmirek            | Deutschland | 8151    |  | 11,15 s 827 P | 7,25 m 874 P  | 14,09 m 734 P | 2,02 m 822 P | 48,24 s 898 P |  | 4155               |  | 14,42 s 921 P  | 45,18 m 771 P | 5,00 m 910 P     | 61,23 m 756 P | 4:46,82 min 638 P |
| 9     | Baptiste Thiery         | Frankreich  | 8057    |  | 10,87 s 890 P | 6,94 m 799 P  | 12,95 m 664 P | 1,90 m 714 P | 47,66 s 926 P |  | 3993               |  | 15,10 s 837 P  | 41,93 m 704 P | 5,40 m 1035 P    | 55,07 m 664 P | 4:18,13 min 824 P |
| 10    | Sven Roosen             | Niederlande | 8021    |  | 10,83 s 899 P | 7,14 m 847 P  | 14,13 m 736 P | 1,84 m 661 P | 47,64 s 924 P |  | 4067               |  | 14,45 s 917 P  | 38,40 m 632 P | 4,80 m 849 P     | 59,74 m 734 P | 4:18,43 min 822 P |
| 11    | Adam Sebastian Helcelet | Tschechien  | 8000    |  | 11,13 s 832 P | 7,28 m 881 P  | 15,30 m 808 P | 1,99 m 794 P | 50,16 s 807 P |  | 4122               |  | 14,36 s 929 P  | 43,44 m 735 P | 4,60 m 790 P     | 63,44 m 790 P | 4:47,48 min 634 P |
| 12    | Niels Pittomvils        | Belgien     | 7862    |  | 11,32 s 791 P | 7,10 m 838 P  | 15,25 m 805 P | 2,02 m 822 P | 51,09 s 765 P |  | 4021               |  | 14,81 s 873 P  | 46,77 m 803 P | 4,70 m 819 P     | 56,30 m 682 P | 4:42,62 min 663 P |
| 13    | Fredrik Samuelsson      | Schweden    | 7757    |  | 11,17 s 823 P | 6,91 m 792 P  | 14,18 m 739 P | 1,96 m 767 P | 50,70 s 783 P |  | 3904               |  | 14,83 s 870 P  | 41,38 m 693 P | 4,80 m 849 P     | 63,53 m 791 P | 4:44,94 min 650 P |
| 14    | Martin Roe              | Norwegen    | 7754    |  | 10,94 s 874 P | 7,21 m 864 P  | 14,77 m 776 P | 1,87 m 687 P | 50,83 s 777 P |  | 3978               |  | 16,19 s 711 P  | 47,46 m 818 P | 4,60 m 790 P     | 63,26 m 787 P | 4:41,72 min 670 P |
| 15    | Arthur Abele            | Deutschland | 7662    |  | 11,24 s 808 P | 7,01 m 816 P  | 15,06 m 793 P | 1,81 m 636 P | 50,37 s 798 P |  | 3851               |  | 14,50 s 911 P  | 42,38 m 713 P | 4,50 m 760 P     | 60,98 m 753 P | 4:40,94 min 674 P |
| DNF   | Paweł Wiesiołek         | Polen       | 6587    |  | 11,07 s 845 P | 7,45 m 922 P  | 15,11 m 796 P | 2,02 m 822 P | 49,88 s 820 P |  | 4205               |  | 15,32 s 811 P  | 42,84 m 722 P | 4,80 m 849 P     | DNS           |                   |
| DNF   | Karel Tilga             | Estland     | 5735    |  | 11,27 s 801 P | 7,28 m 881 P  | 15,21 m 803 P | 1,96 m 767 P | 50,66 s 784 P |  | 4036               |  | 15,16 s 830 P  | 49,91 m 869 P | NM 000 P         | DNS           |                   |
| DNF   | Rik Taam                | Niederlande | 4193    |  | 10,76 s 915 P | 7,29 m 883 P  | 13,97 m 727 P | 1,93 m 740 P | 47,61 s 928 P |  | 4193               |  | DNS            |               |                  |               |                   |
| DNF   | Tim Nowak               | Deutschland | 3180    |  | 11,51 s 750 P | 6,97 m 807 P  | 14,27 m 745 P | 2,08 m 878 P | DNS           |  | 3180               |  |                |               |                  |               |                   |
| DNF   | Jiří Sýkora             | Tschechien  | 1636    |  | 11,09 s 841 P | 6,92 m 795 P  | NM 000 P      | DNS          |               |  | 1636               |  |                |               |                  |               |                   |
| DNF   | Kevin Mayer             | Frankreich  | 0717    |  | 11,67 s 717 P | DNS           |               |              |               |  | 0717               |  |                |               |                  |               |                   |

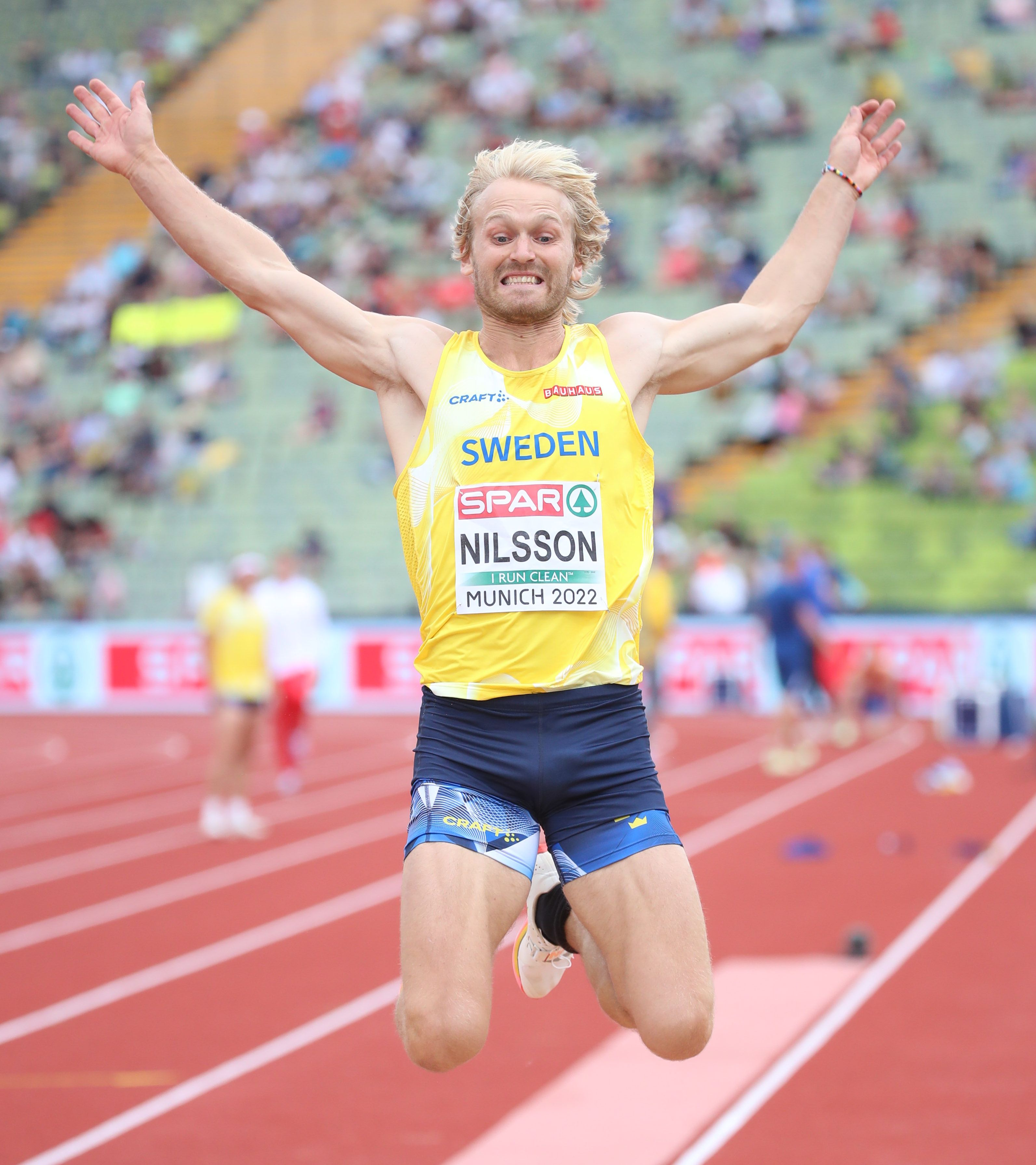
Um neunzehn Punkte von Bronze entfernt wurde Marcus Nilsson Vierter
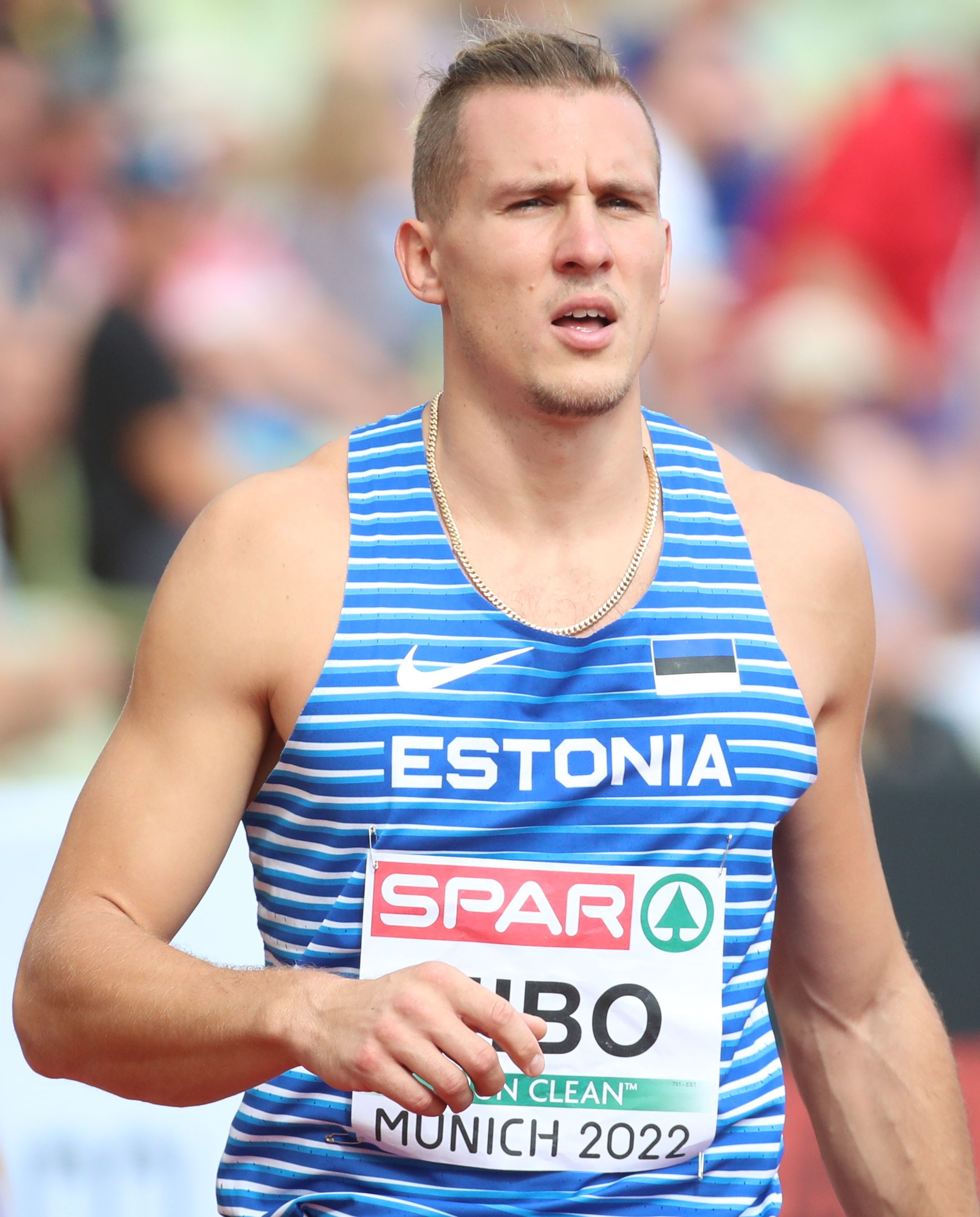
Der fünftplatzierte Maicel Uibo
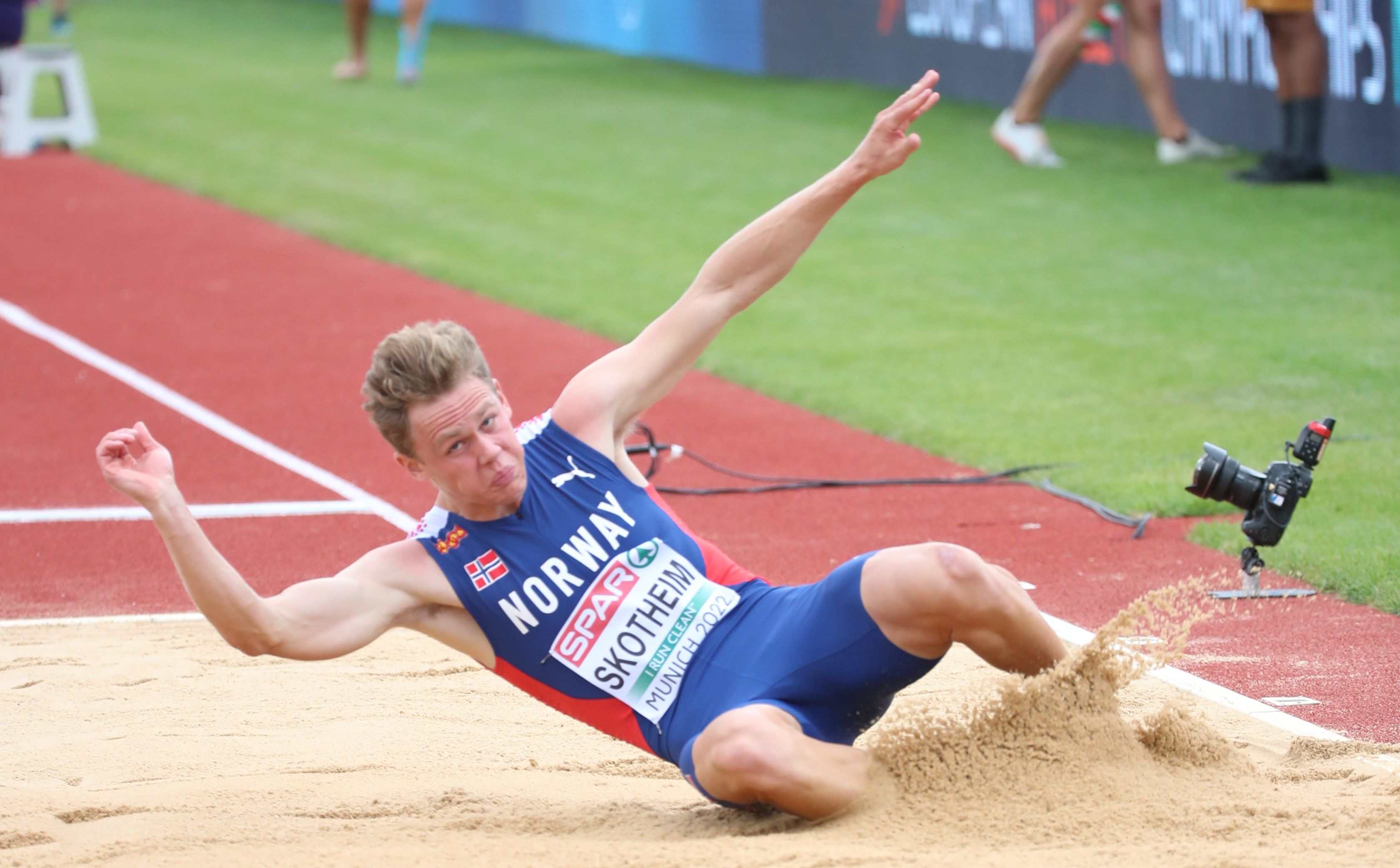
Sander Skotheim kam auf den siebten Platz

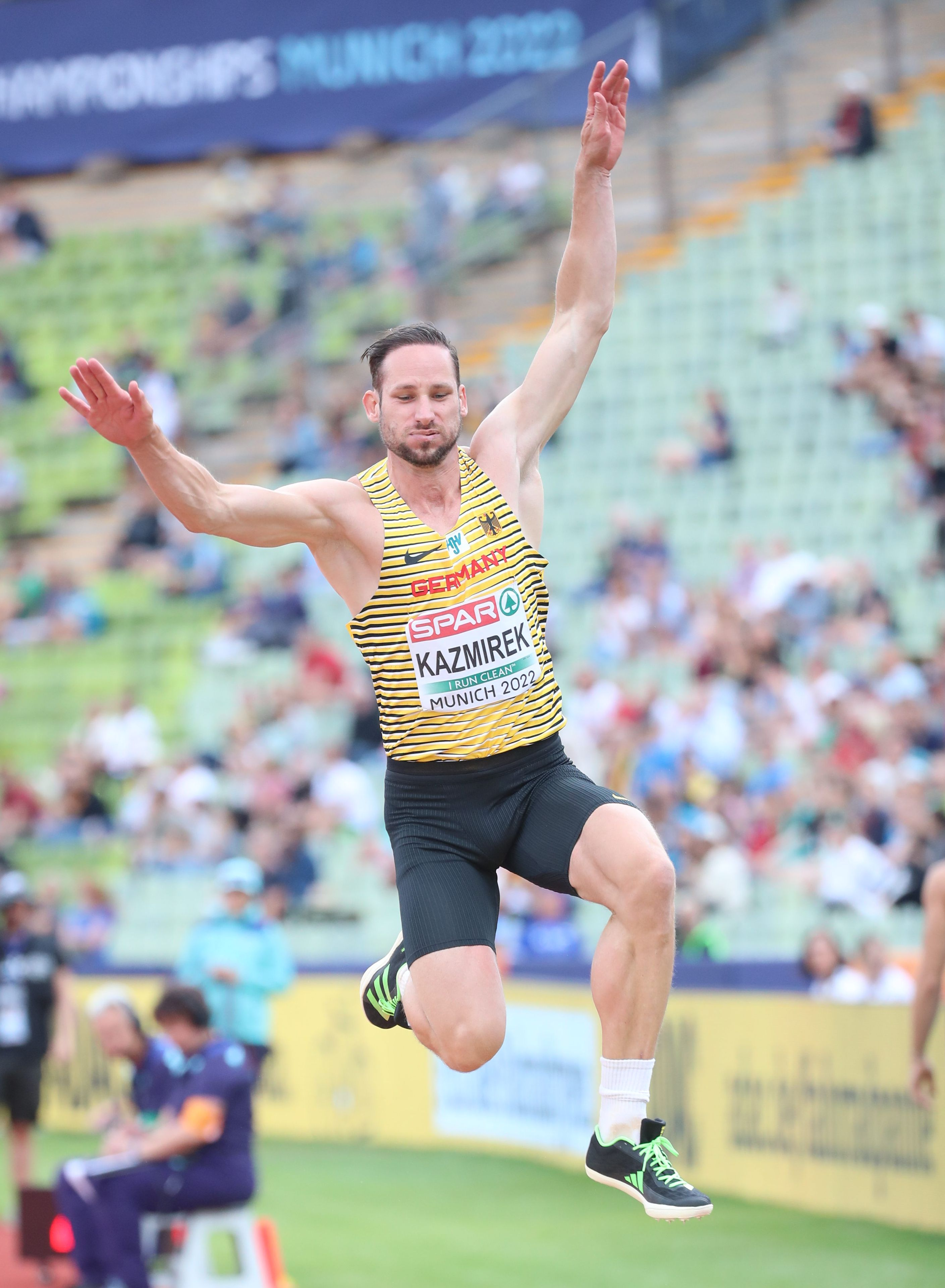
Kai Kazmirek belegte Rang acht
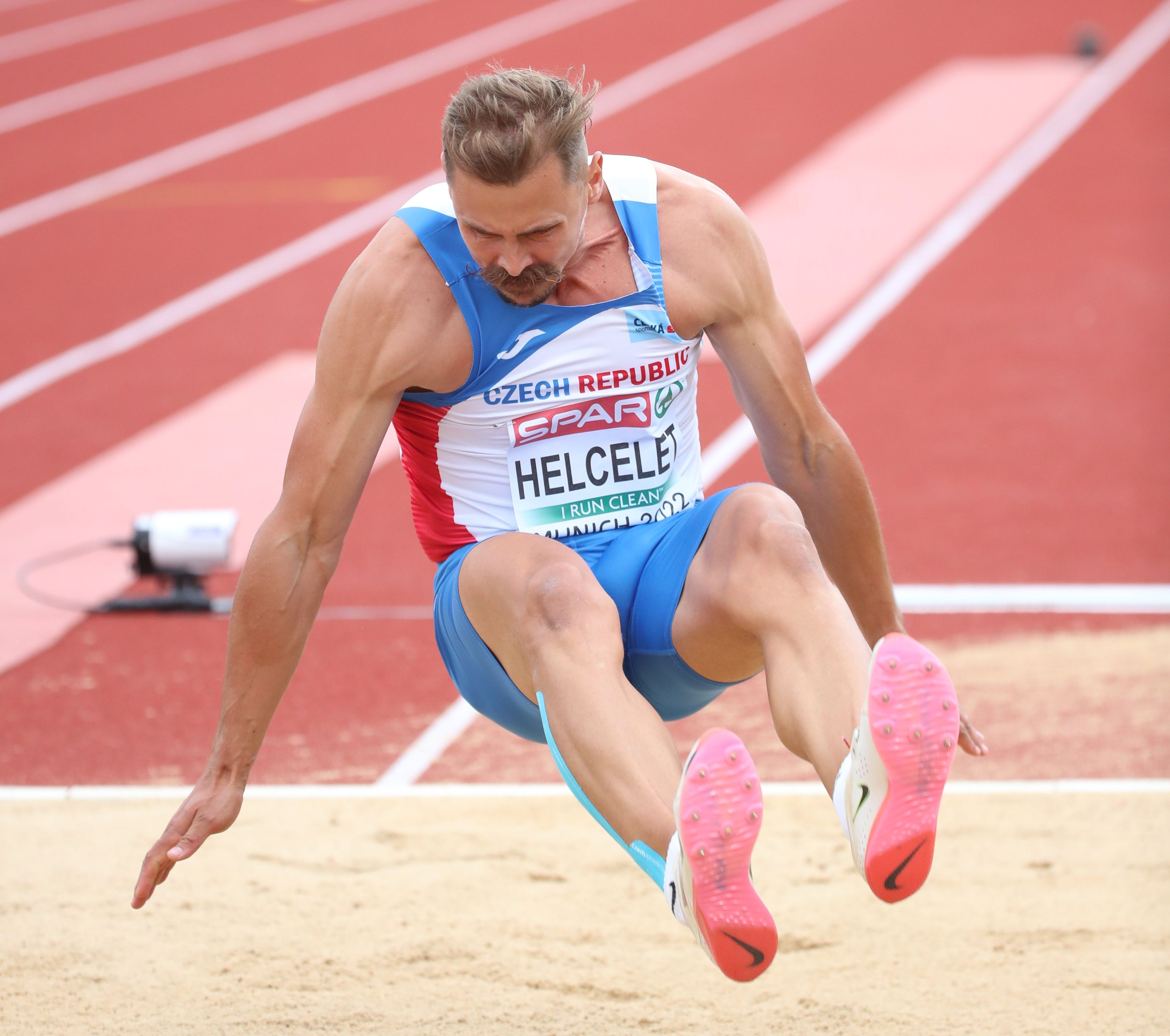
Adam Sebastian Helcelet erreichte Platz elf
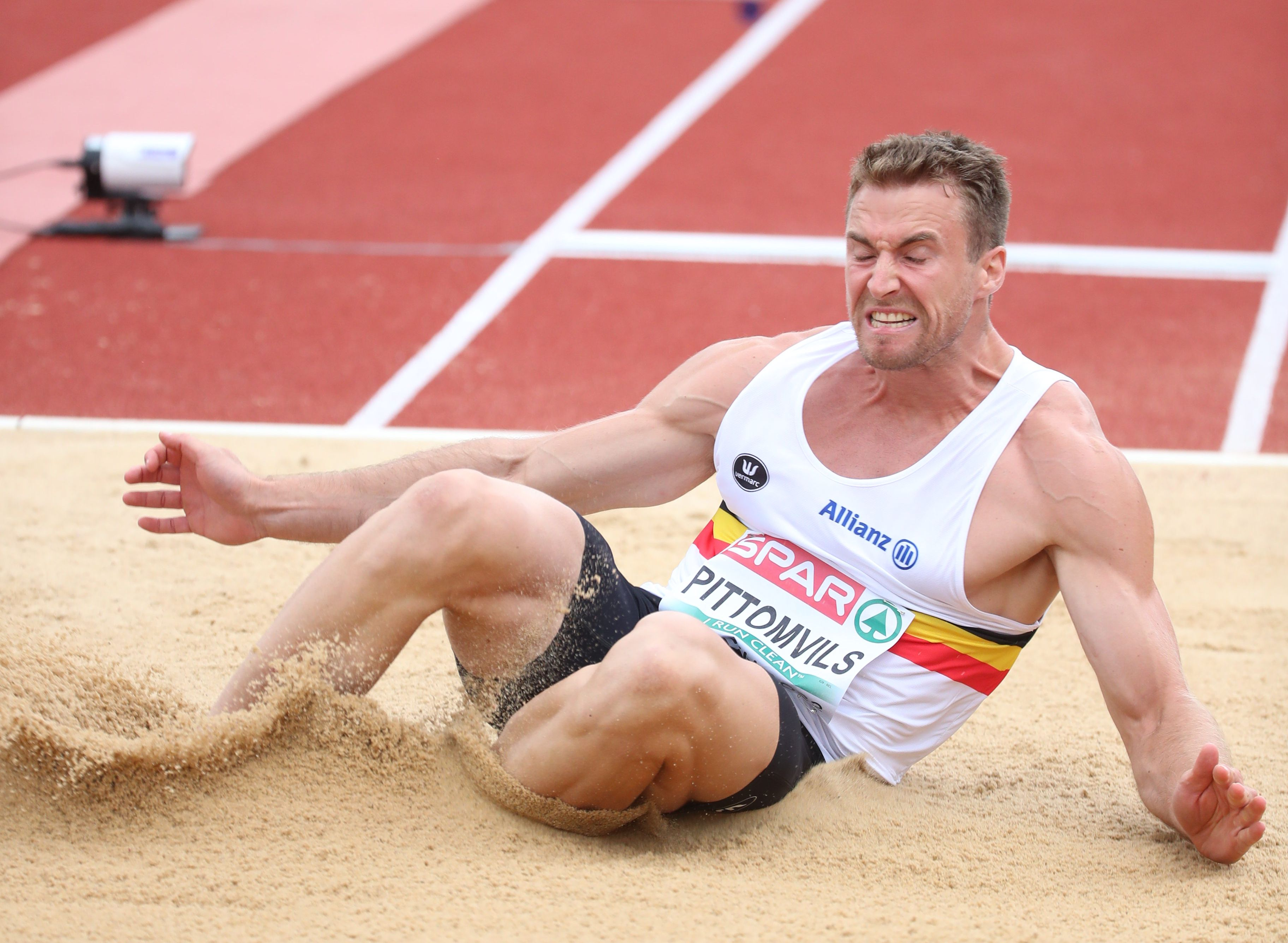
Rang zwölf für Niels Pittomvils

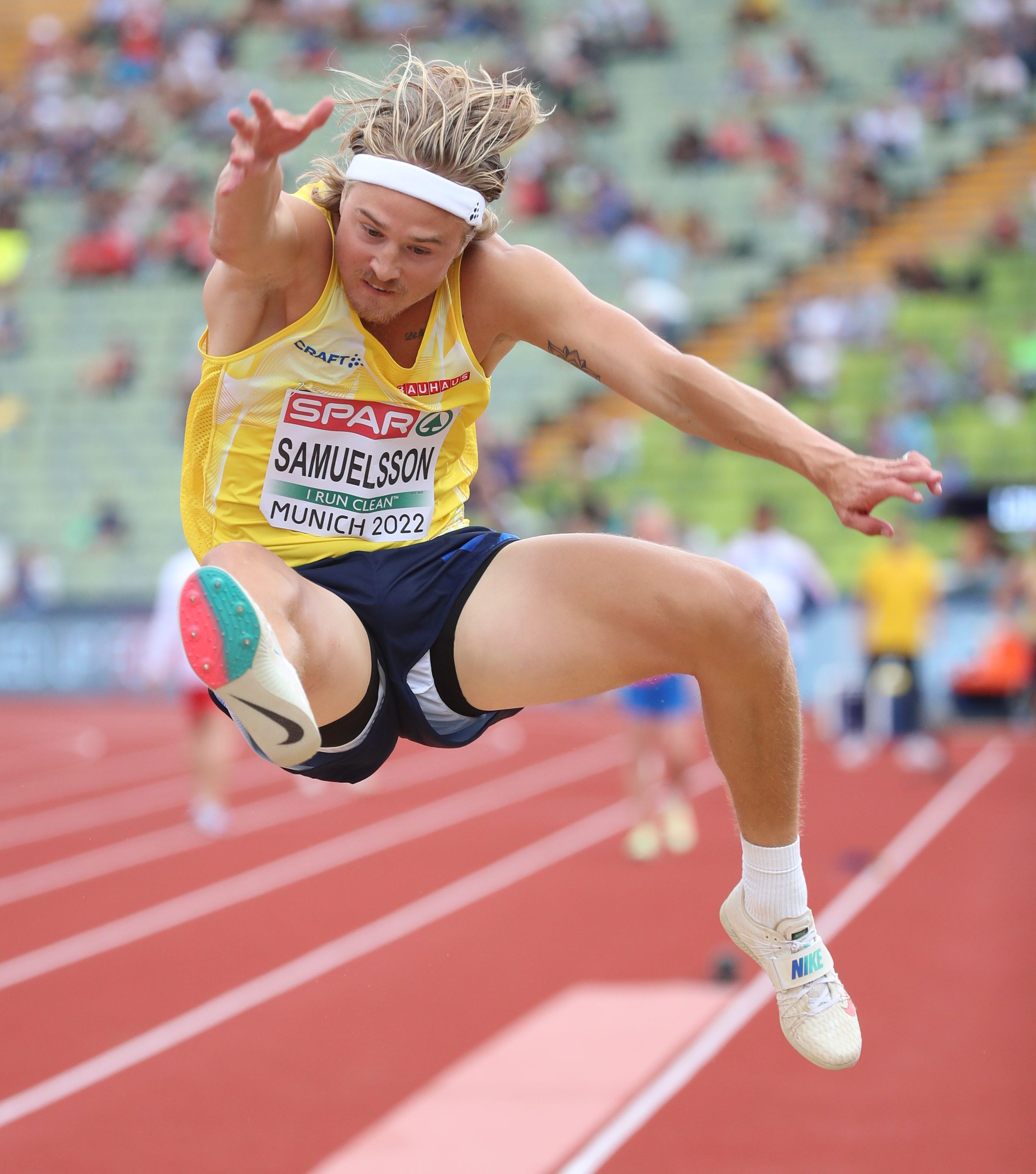
Fredrik Samuelsson – Platz dreizehn
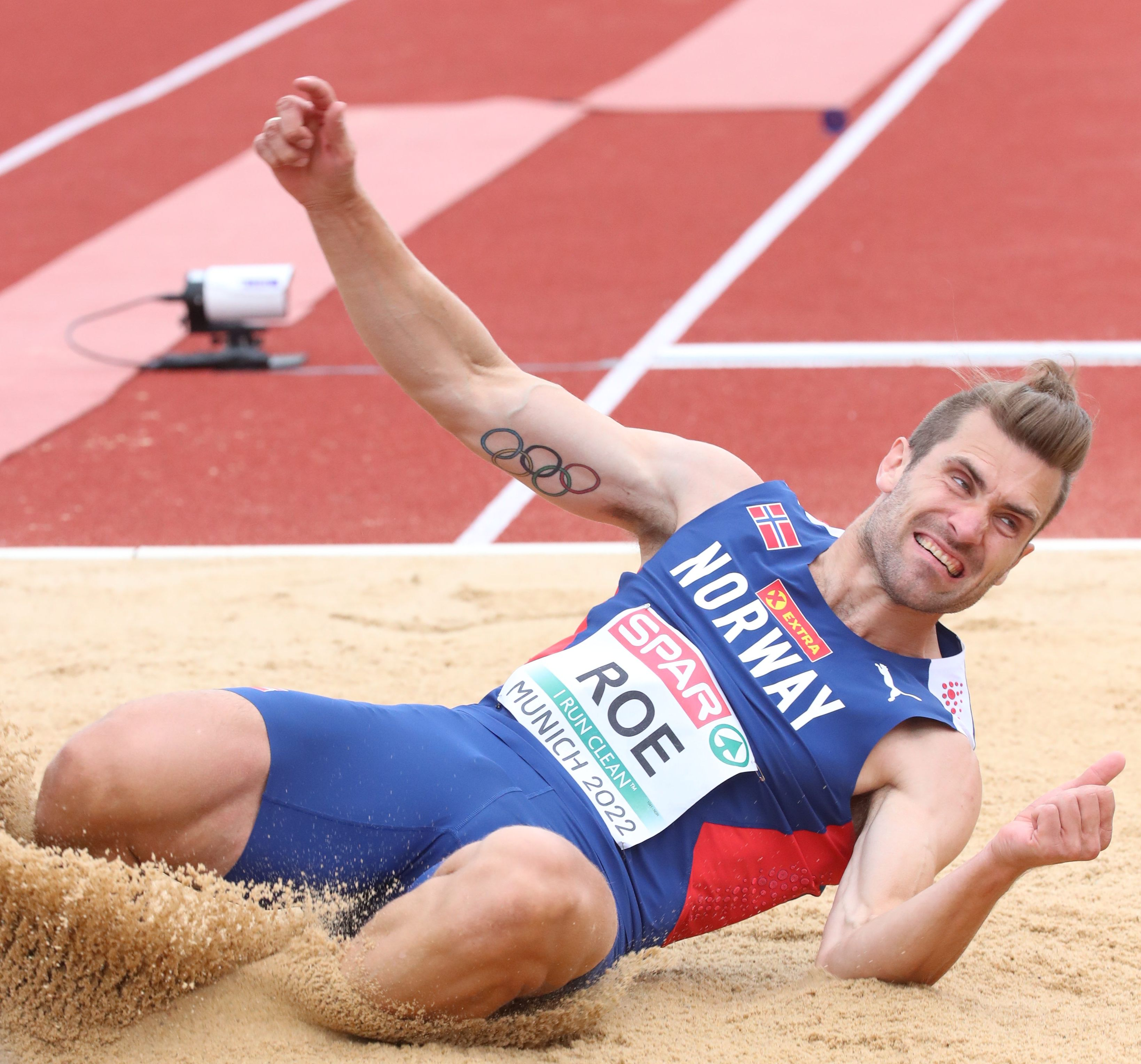
Martin Roe – Platz vierzehn
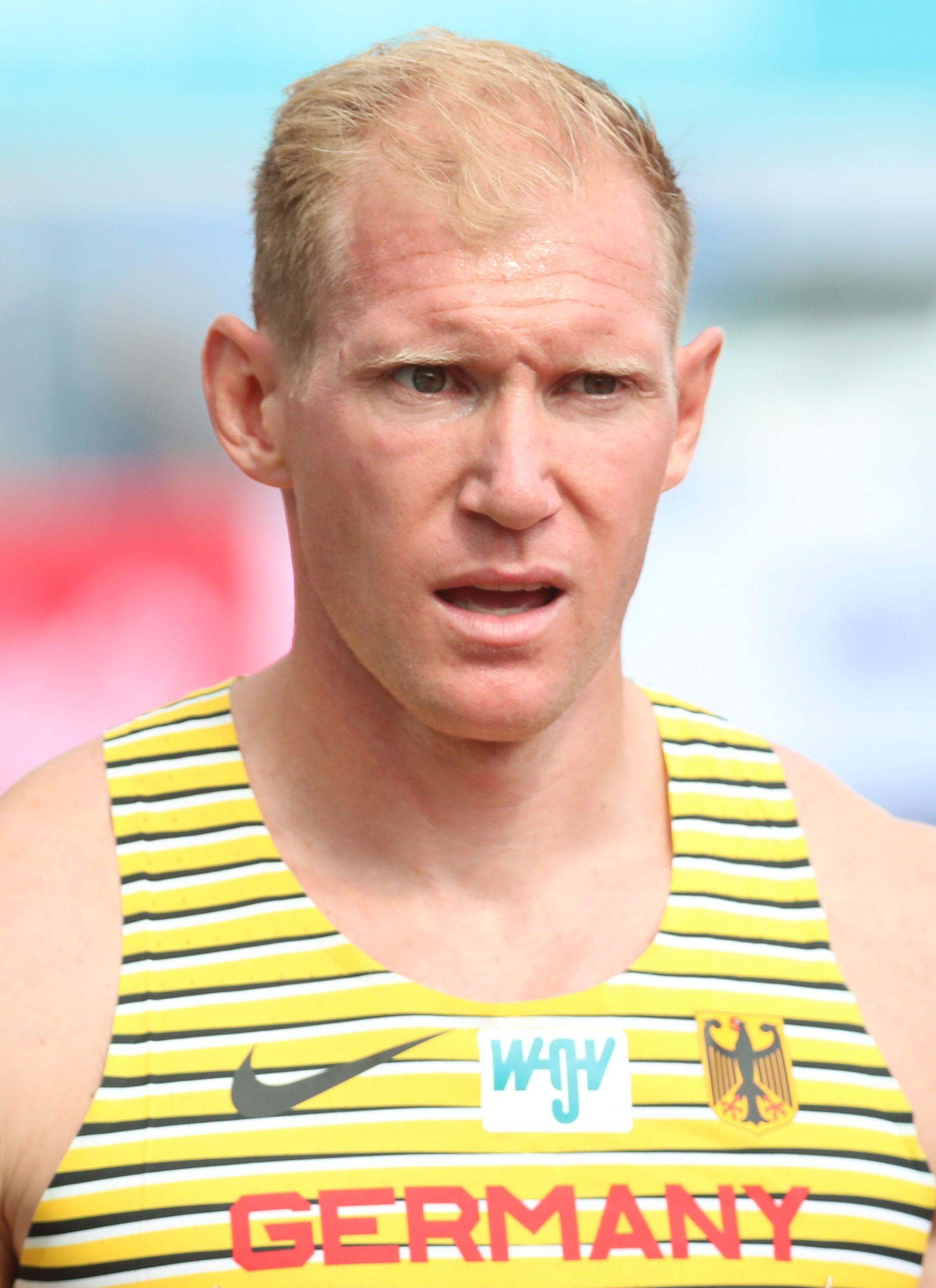
Titelverteidiger Arthur Abele – im letzten Wettkampf seiner Karriere auf Platz fünfzehn
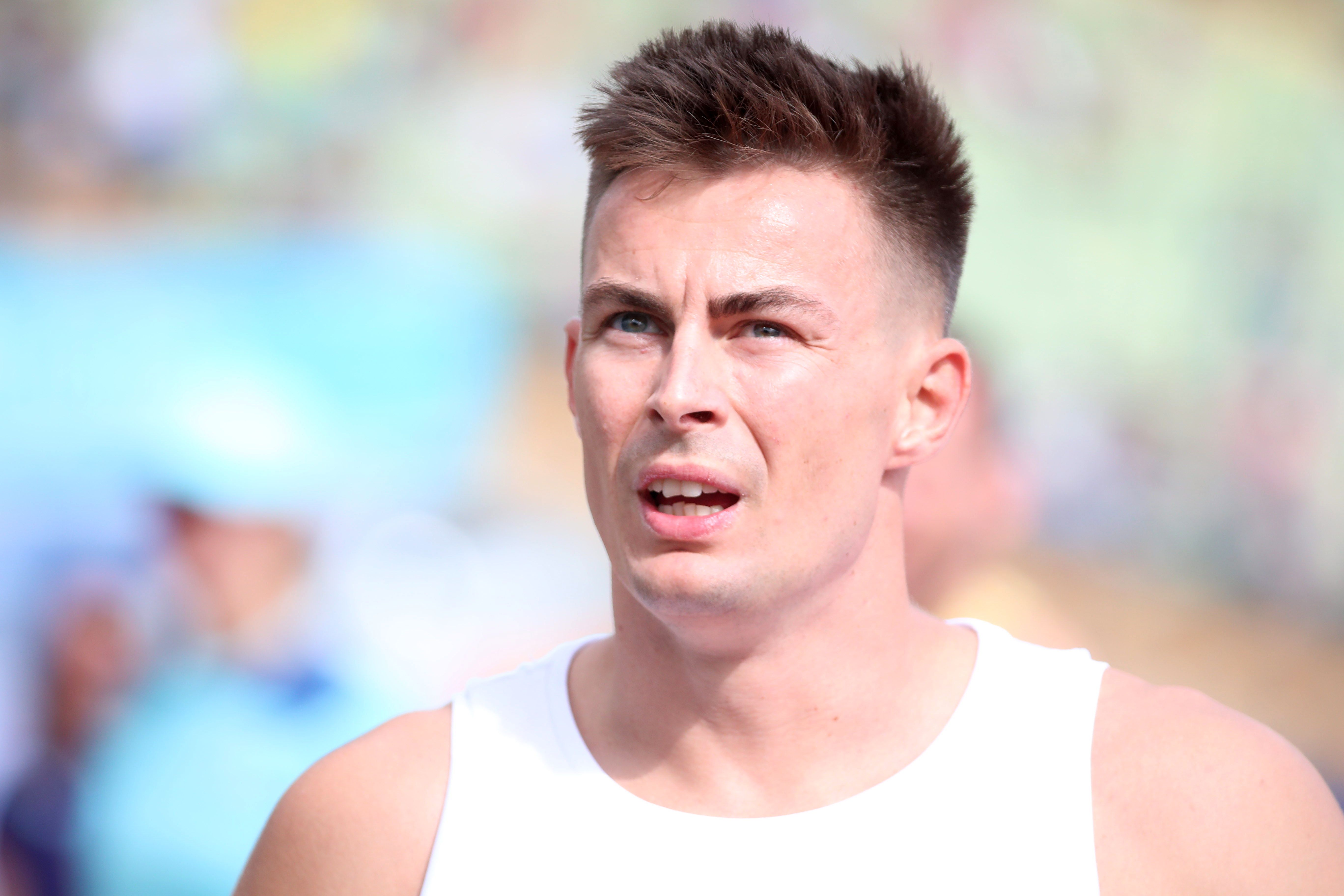
Paweł Wiesiołek beendete seinen Zehnkampf nach der achten Übung, dem Stabhochsprung

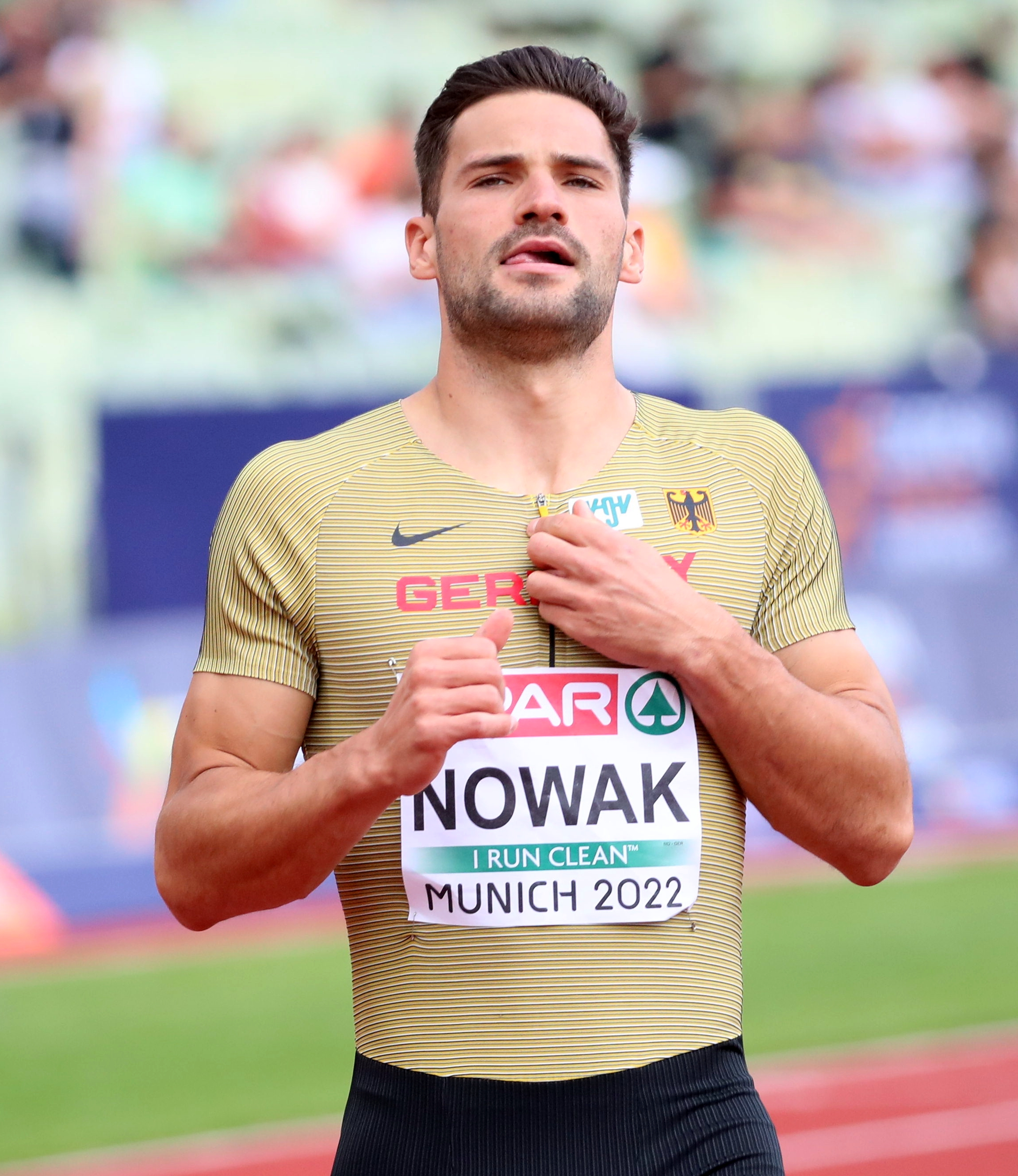
Tim Nowak trat zur letzten Disziplin des ersten Tages, dem 400-Meter-Lauf, nicht mehr an
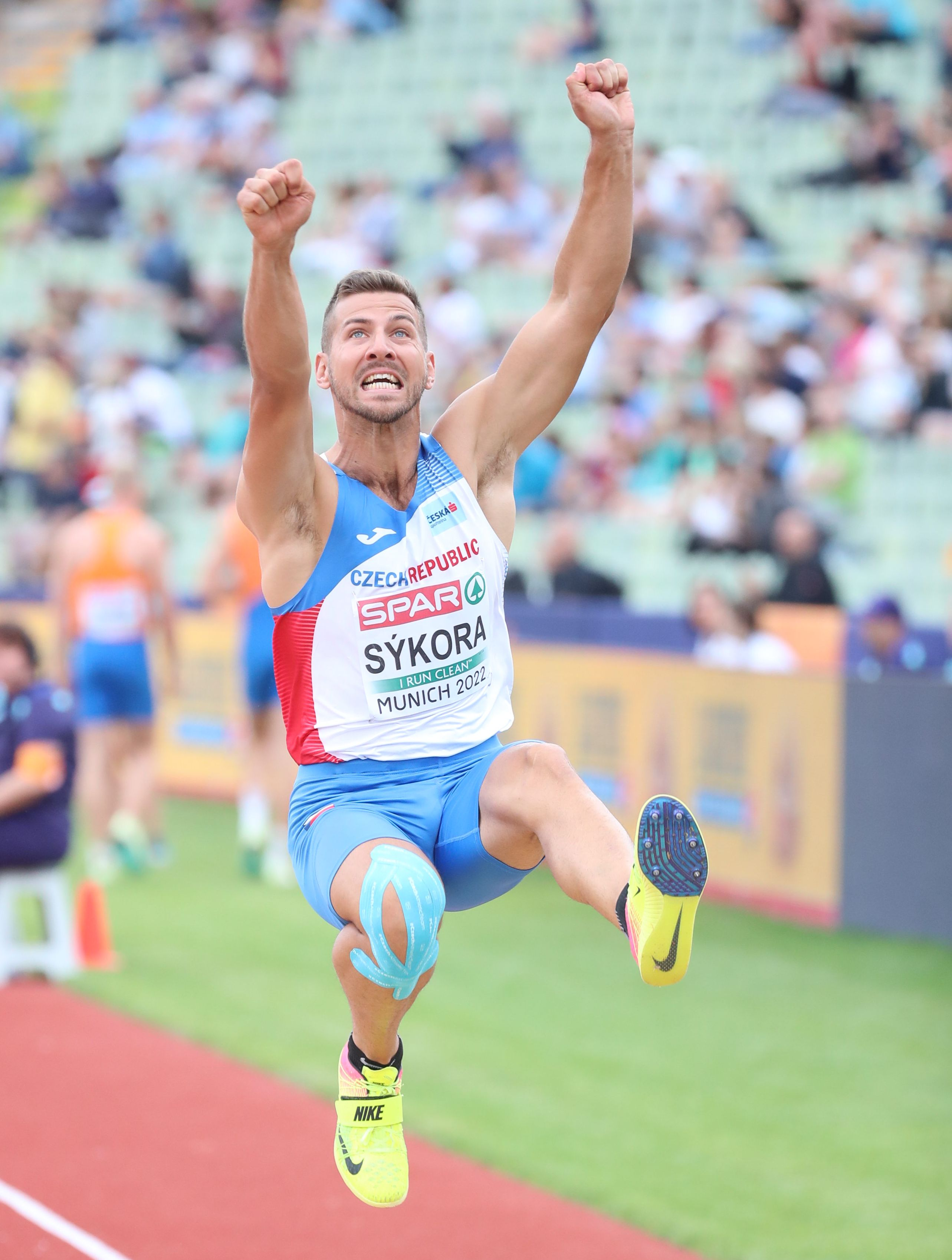
Jiří Sýkora stieg nach drei ungültigen Versuchen im Kugelstoßen aus dem Wettkampf aus
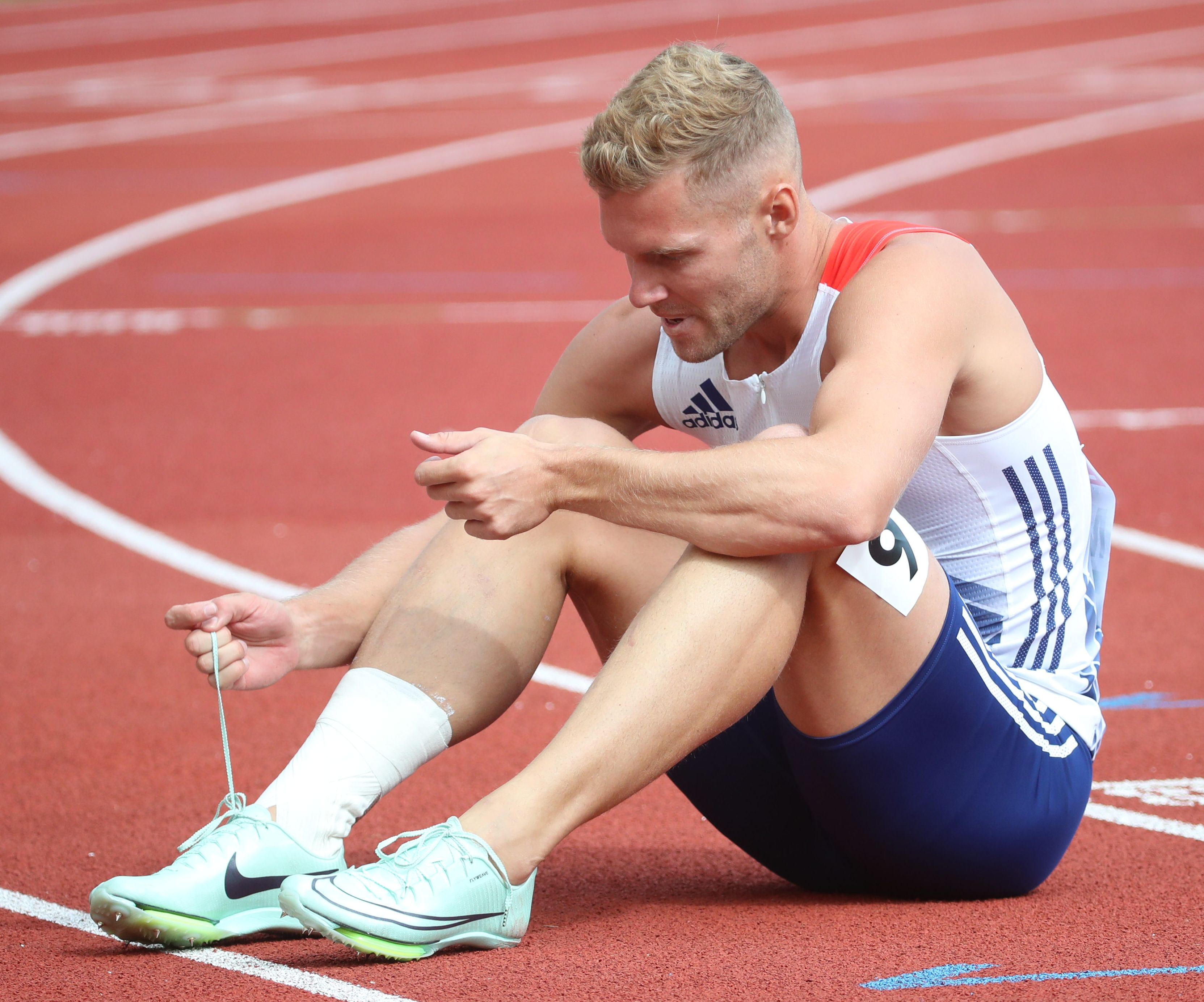
Weltrekordinhaber Kevin Mayer – im Monat zuvor Weltmeister – trat nach einem schwachen 100-Meter-Lauf zum Weitsprung nicht mehr an

## Videolinks
- Niklas Kaul gewinnt sensationell Zehnkampf-Gold, European Championships München, sportstudio, youtube.com, abgerufen am 6. April 2023
- Men Decathlon 100m Full Heats European Athletics Championships Munich 2022, youtube.com, abgerufen am 6. April 2023
- European Championships 2022 - Decathlon - Arthur Abele gets a new chance to run 110 meter hurdles, youtube.com, abgerufen am 6. April 2023